# Luis Jacobo
Luis Jacobo (nacido el 07 de enero de 1991 en Nueva York, Nueva York) es un baloncestista dominico-estadounidense que actualmente juega con los Reales de la Vega de la Liga Nacional de Baloncesto de la República Dominicana. Su estatura es 1,96 metros (6 pies y 5 pulgadas) y juega en las posiciones de escolta y alero. Jacobo jugó baloncesto universitario en la Universidad de Stetson y la Universidad de Indiana-Universidad Purdue Fort Wayne.

## Trayectoria deportiva

### Universidad
Jacobo jugó su temporada como freshman en la NCAA en 2010-11 con los Hatters de la Universidad de Stetson. En 31 partidos (27 como titular), Jacobo promedió 9,2 puntos y 4,0 rebotes en 28,6 minutos por partido con un 50% de acierto en tiros de 2 puntos y un 32% de acierto en tiros de 3 puntos. Tras finalizar su primera temporada, fue incluido en el mejor quinteto de freshman de la Atlantic Sun Conference.
Disputó su temporada como junior en 2012-13 con los Mastodons de la Universidad de Indiana-Universidad Purdue Fort Wayne. En 33 partidos (todos como titular), promedió 11,4 puntos, 4,2 rebotes y 1,4 asistencias en 29,0 minutos por partido, siendo convocado en el mejor quinteto de nuevos ingresados de la The Summit League. Jugó su última temporada como senior en 2013-14, en la cual fue elegido en el mejor quinteto de la The Summit League tras liderar a su equipo a un récord de 25-11 en general (10-4 en la conferencia). Jacobo lideró a su equipo en anotación con 15,3 puntos, a los cuales agregó 4,8 rebotes y 1,4 asistencias en 29,2 minutos por partido, siendo titular en 21 de los 33 partidos disputados. Durante la temporada 2013-14, alcanzó cifras dobles en anotación en 24 de los 33 partidos, en los cuales logró 20 o más puntos en 10 partidos incluyendo un partido con 30 puntos.

### Profesional
En mayo de 2014, se unió a los Leones de Santo Domingo de la Liga Nacional de Baloncesto de la República Dominicana. El 10 de mayo de 2014, Jacobo hizo su debut como profesional en la victoria 69-67 contra los Soles de Santo Domingo Este. En 17 minutos de acción, registró 10 puntos, 1 rebote, 1 asistencia y 2 robos. Durante su primera temporada como profesional, promedió 4,7 puntos y 1,4 rebotes en 11,5 minutos por partido de la temporada regular. En los playoffs, jugó 3 partidos siendo limitado con 3 minutos por partido.
El 20 de mayo de 2015, Luis fue traspasado a los Huracanes del Atlántico a cambio de Gerardo Suero.
El 13 de agosto de 2015, Jacobo firmó un contrato con el KB Košice de Eslovaquia. Allí disputó 27 partidos promediando 11.6 puntos, 2.5 rebotes y 1.8 asistencias por partido con un 53.4% de acierto en tiros de campo.
PAra la temporada 2019 se unió a los REales de la Vega para el resto de la Liga Nacional de Baloncesto de la República Dominicana 2019 donde promedio 16,6 puntos 4,1 rebotes 3,5 asistencia por partido jugando 28 minutos .<ref>LNB.com.do 